# Receptor adrenérgico alfa 1D
O Receptor adrenérgico alfa 1D (adrenorreceptor α1D). também conhecido como ADRA1D, é um receptor adrenérgico alfa 1 e também denota o gene humano que o codifica.

## Leitura de apoio
- Schwinn DA, Lomasney JW (1992). «Pharmacologic characterization of cloned alpha 1-adrenoceptor subtypes: selective antagonists suggest the existence of a fourth subtype.». Eur. J. Pharmacol. 227 (4): 433–6. PMID 1359975. doi:10.1016/0922-4106(92)90162-O
- Bruno JF, Whittaker J, Song JF, Berelowitz M (1991). «Molecular cloning and sequencing of a cDNA encoding a human alpha 1A adrenergic receptor.». Biochem. Biophys. Res. Commun. 179 (3): 1485–90. PMID 1656955. doi:10.1016/0006-291X(91)91740-4
- Esbenshade TA, Hirasawa A, Tsujimoto G;  et al. (1995). «Cloning of the human alpha 1d-adrenergic receptor and inducible expression of three human subtypes in SK-N-MC cells.». Mol. Pharmacol. 47 (5): 977–85. PMID 7746284
- Schwinn DA, Johnston GI, Page SO;  et al. (1995). «Cloning and pharmacological characterization of human alpha-1 adrenergic receptors: sequence corrections and direct comparison with other species homologues.». J. Pharmacol. Exp. Ther. 272 (1): 134–42. PMID 7815325
- Weinberg DH, Trivedi P, Tan CP;  et al. (1994). «Cloning, expression and characterization of human alpha adrenergic receptors alpha 1a, alpha 1b and alpha 1c.». Biochem. Biophys. Res. Commun. 201 (3): 1296–304. PMID 8024574. doi:10.1006/bbrc.1994.1845
- Loftus SK, Shiang R, Warrington JA;  et al. (1994). «Genes encoding adrenergic receptors are not clustered on the long arm of human chromosome 5.». Cytogenet. Cell Genet. 67 (2): 69–74. PMID 8039425. doi:10.1159/000133802
- Yang-Feng TL, Han H, Lomasney JW, Caron MG (1994). «Localization of the cDNA for an alpha 1-adrenergic receptor subtype (ADRA1D) to chromosome band 20p13.». Cytogenet. Cell Genet. 66 (3): 170–1. PMID 8125015. doi:10.1159/000133693
- Forray C, Bard JA, Wetzel JM;  et al. (1994). «The alpha 1-adrenergic receptor that mediates smooth muscle contraction in human prostate has the pharmacological properties of the cloned human alpha 1c subtype.». Mol. Pharmacol. 45 (4): 703–8. PMID 8183249
- Minneman KP, Lee D, Zhong H;  et al. (2000). «Transcriptional responses to growth factor and G protein-coupled receptors in PC12 cells: comparison of alpha(1)-adrenergic receptor subtypes.». J. Neurochem. 74 (6): 2392–400. PMID 10820200. doi:10.1046/j.1471-4159.2000.0742392.x
- Keffel S, Alexandrov A, Goepel M, Michel MC (2000). «alpha(1)-adrenoceptor subtypes differentially couple to growth promotion and inhibition in Chinese hamster ovary cells.». Biochem. Biophys. Res. Commun. 272 (3): 906–11. PMID 10860850. doi:10.1006/bbrc.2000.2850
- Kyprianou N, Benning CM (2000). «Suppression of human prostate cancer cell growth by alpha1-adrenoceptor antagonists doxazosin and terazosin via induction of apoptosis.». Cancer Res. 60 (16): 4550–5. PMID 10969806
- Deloukas P, Matthews LH, Ashurst J;  et al. (2002). «The DNA sequence and comparative analysis of human chromosome 20.». Nature. 414 (6866): 865–71. PMID 11780052. doi:10.1038/414865a
- Shibata K, Katsuma S, Koshimizu T;  et al. (2003). «alpha 1-Adrenergic receptor subtypes differentially control the cell cycle of transfected CHO cells through a cAMP-dependent mechanism involving p27Kip1.». J. Biol. Chem. 278 (1): 672–8. PMID 12409310. doi:10.1074/jbc.M201375200
- Pupo AS, Minneman KP (2004). «Specific interactions between gC1qR and alpha1-adrenoceptor subtypes.». J. Recept. Signal Transduct. Res. 23 (2-3): 185–95. PMID 14626446
- Hague C, Uberti MA, Chen Z;  et al. (2004). «Cell surface expression of alpha1D-adrenergic receptors is controlled by heterodimerization with alpha1B-adrenergic receptors.». J. Biol. Chem. 279 (15): 15541–9. PMID 14736874. doi:10.1074/jbc.M314014200
- Gonzalez-Cabrera PJ, Shi T, Yun J;  et al. (2004). «Differential regulation of the cell cycle by alpha1-adrenergic receptor subtypes.». Endocrinology. 145 (11): 5157–67. PMID 15297446. doi:10.1210/en.2004-0728
- Zhang T, Xu Q, Chen FR;  et al. (2005). «Yeast two-hybrid screening for proteins that interact with alpha1-adrenergic receptors.». Acta Pharmacol. Sin. 25 (11): 1471–8. PMID 15525470
- Sigala S, Dellabella M, Milanese G;  et al. (2005). «Evidence for the presence of alpha1 adrenoceptor subtypes in the human ureter.». Neurourol. Urodyn. 24 (2): 142–8. PMID 15690361. doi:10.1002/nau.20097
- Chen Z, Hague C, Hall RA, Minneman KP (2006). «Syntrophins regulate alpha1D-adrenergic receptors through a PDZ domain-mediated interaction.». J. Biol. Chem. 281 (18): 12414–20. PMID 16533813. doi:10.1074/jbc.M508651200
- Michelotti GA, Brinkley DM, Morris DP;  et al. (2007). «Epigenetic regulation of human alpha1d-adrenergic receptor gene expression: a role for DNA methylation in Sp1-dependent regulation.». FASEB J. 21 (9): 1979–93. PMID 17384146. doi:10.1096/fj.06-7118com